# Notopleura
Notopleura là một chi thực vật có hoa trong họ Thiến thảo (Rubiaceae).

## Loài
Chi Notopleura gồm các loài: